# 퓌니퀼레르 드 몽마르트르
퓌니퀼레르 드 몽마르트르(프랑스어: Funiculaire de Montmartre, 영어: Montmartre funicular)는 파리 18구에 있는 몽마르트르 (Montmartre) 지역을 대상으로 하는 자동 강삭철도이다. 파리 교통 당국인 RATP에 의해 운영된다. 이 노선은 1900년 7월 13일에 개통했으며, 1935년과 1991년에 완전히 재건되었다.
케이블카는 몽마르트르의 butte(바깥쪽)에서 사크레쾨르 대성당 기슭의 정상 간을 운행한다. 몽마르트르 언덕의 맨 위로 이어지는 300개가 넘는 계단의 대안을 제공한다. 길이가 108 m 일 때, 케이블카는 36 m 간을 올라가서 1분 30초로 단축시킨다. 일년에 2백만 명의 승객을 태우고 있다.

## 특성

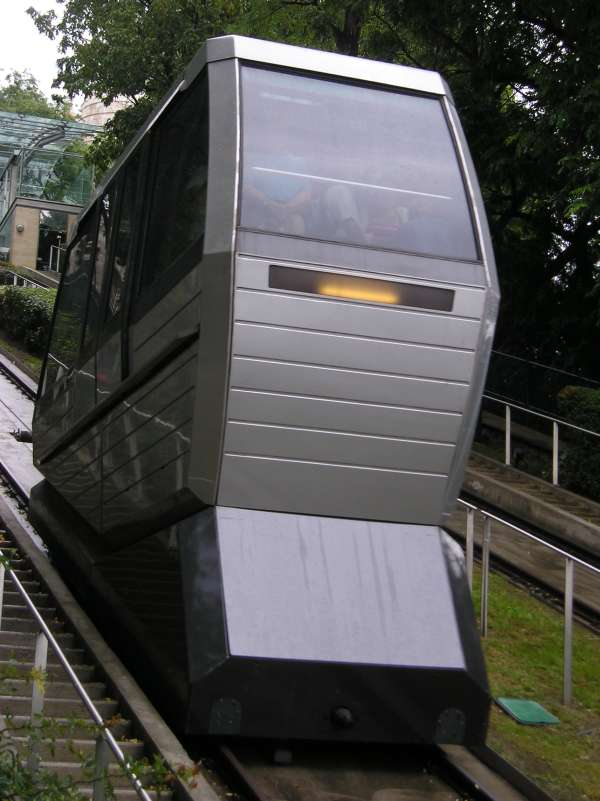
중간 지점에서 촬영된 차량 중 하나

케이블카 프로필

케이블카는 매일 오전 6시부터 오전 0시 45분까지 운행하며, 하루 6000명, 일년에 약 2백만명을 수송하며, 대부분 이용객이 관광객이나 사크레쾨르 대성당을 찾는 순례객들, 또한 파리 사람들 및 테르트르 광장(Place du Tertre)의 분위기를 좋아하는 사람들이다.
저상역은 생피에르 광장(Place Saint-Pierre)과 수잔발라동 광장(Place Suzanne-Valadon)과 카르디날 듀부와 가(Rue du Cardinal-Dubois)의 상단 구역 사이에 건설되었다. 케이블카는 넓은 220계단인 푸아이아티에 가(Rue Foyatier)와 함께 운행된다.

## 현재의 강삭철도
쉰들러 그룹(Schindler Group)에서 건설한 전기 견인력을 갖춘 새로운 케이블카는 1991년 6월 1일에 운행을 시작했다. 이 노선은 각각 1,435 mm (4 ft 8 1⁄2 in)의 국제 표준궤를 사용하여 두 개의 분리된 평행 궤도를 따라 이동하는 60개의 장소가 있는 2개의 캐빈을 가지고 있다. 이 노선은 각 방향에서 시간당 2,000명의 승객의 수송력을 가지고 있다. 트랙 거리가 108 m 이상인 36 m 의 수직 거리를 포함하는 어느 방향으로의 이동이라도 90초 미만이 소요되며 35.2%의 높은 경사도를 오르거나 내려간다 (약간 가파른 경우 1:3 이상).
몽마르트르 노선의 기술은 기존의 케이블형 철도와는 다른 표준 균형 승강기에서 파생된다는 점에서, 각 차가 균형을 잡기 위해 다른 차에 의존하기보다는, 자체 균형추를 갖추고 있다는 점에서 다르다. 이 설계의 이점은 각 차량이 자체 승강장치 및 케이블과 함께 독립적으로 작동할 수 있다는 것이다. 이렇게하면 다른 차량을 유지 보수를 위해 서비스를 중단해야 하는 경우 한 대의 차량을 계속 사용할 수 있다. 출퇴근 시간에 두 개의 캐빈이 동시에 상승할 수 있다.(일반적으로 승객은 하강 노선보다 상승 노선 케이블카를 사용한다.)
내부가 비치는 해당 역은 건축가 프랑수아 데슬로지에(François Deslaugiers)에 의해 설계되었으며, 독특한 유리 외벽을 갖춘 새로운 객차는 산업 디자이너 로저 탈롱(Roger Tallon)에 의해 설계되었다. 그는 또한 TGV 아틀랑티크의 객차를 설계했다. 차내 천장은 부분적으로 유리로 되어있어 몽마르트르의 대성당 또는 파리의 파노라마를 통과하는 동안 볼 수 있다.

## 운영

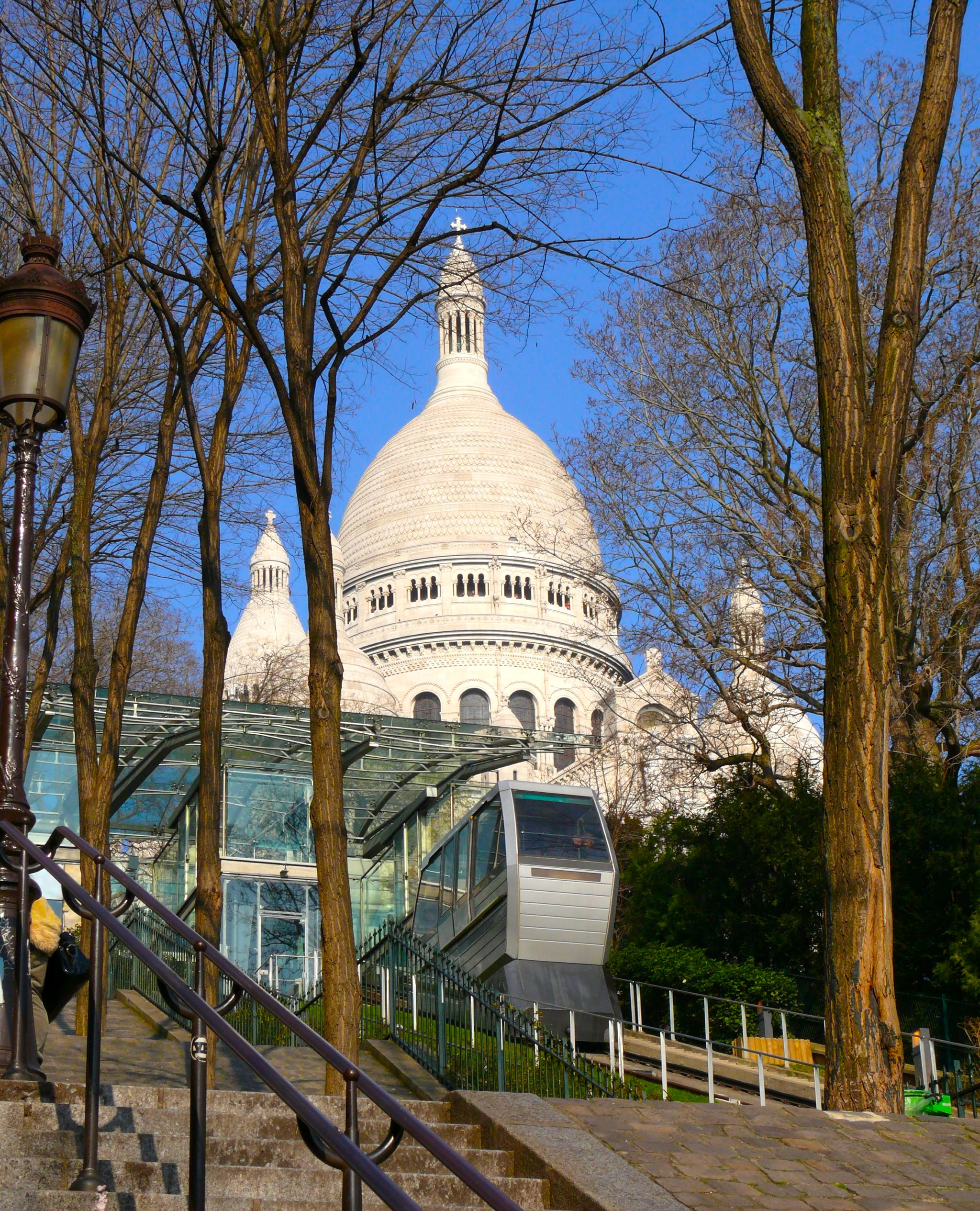
고상역

강삭철도는 파리 메트로 네트워크의 일부로 간주되며, 이와 비슷하게 가격 책정을 한다. 두 역에는 각각 마그네틱 승차권과 나비고를 읽을 수 있는 개집표기가 있다. 따라서 단일 이용 티켓 "t", Paris Visite 조합 교통/박물관 정기권 및 기타 RATP 주•월 정기권 등을 포함한 모든 RATP 지불 방법을 통해 이용할 수 있다.
"몽마르트로버스(Montmartrobus)"라는 고상역 앞의 카르디날 듀부와 가에 정차하는 무료 환승을 제공하며, 이외의 직접적인 교통 환승은 없다. 그럼에도 불구하고, 두개의 지하철역이 저상역에서 도보 거리에 있다: 남쪽으로 도보 200 m 에 2호선 앙베르 역이 있고, 서쪽으로 도보 350 m 에 12호선 아베스 역이 있다.
케이블카는 티켓 T+의 환승 요금 규정에 포함되지 않는 특별한 노선으로 간주된다. 이미 사용된 티켓 T+로 메트로에서 오는 승객은 케이블카에서 새 승차권을 사용해야하며, 반대의 경우도 마찬가지이다.
저상역과 고상역의 Codes d'oblitération( "코드 할당")은 각각 31-02 및 31-03이다. 코드 31은 피갈 지구(Quartier Pigalle) 또는 FUNB 및 FUNH에 해당한다.

## 계획
상대적으로 짧고 극단적으로 가파른 경로를 통과하는 공공 여객 운송용 강삭철도가 제공하는 기술적 해결책에 대한 관심을 고려할 때, 연구 결과에 따르면 RATP는 Fort d'Issy 분기의 개조 계획에서 이시레몰리노와 비슷한 시스템을 구축하고, 파리 트램 2호선의 뫼동쉬르센(Meudon-sur-Seine) 역과 1934년 철거된 뫼동의 퓌니퀼레르 드 벨르뷰를 재현할 벨르뷰 역을 연결할 수 있다.

## 같이 보기
- 강삭철도
- 몽마르트르
- 파리 메트로
- RATP

## 참고 문헌
- Various (1996). 《Le patrimoine de la RATP[[분류:프랑스어 표기를 포함한 문서|퓌니퀼레르 드 몽마르트르]]》 [Heritage of the RATP]. Le patrimoine des institutions économiques ("Heritage of economic institutions") (프랑스어). Charenton-le-Pont: Flohic. ISBN 978-2-84234-007-0. URL과 위키 링크가 충돌함 (도움말)
- Gennesseaux, Jean (1992). 《Funiculaires et crémaillères de France》 [French funiculars and rack railways] (프랑스어). Paris: La Vie du Rail. ISBN 978-2-902808-42-7.
- Robert, Jean (1992). 《Les tramways parisiens》 [Paris tramways] 3판. ASIN B00175PCGO.